# کریم خلیلی
محمد کریم خلیلی سیاستمدار هزاره رهبر حزب وحدت اسلامی افغانستان و معاون دوم پیشین ریاست جمهوری اسلامی افغانستان در دولت حامد کرزی، و رئیس کنونی شورای عالی صلح کنونی این کشور است.
او همچنین دستور قتل قومندان شفیع که یکی از فرماندهان برجسته حزب وحدت ملی بود را صادر کرد.

## زندگی و سرگذشت
محمد کریم خلیلی ولد محمد اسلم‌ متولد سال ۱۳۲۹ خورشیدی در قریهٔ برغستان قل‌خویش از توابع ولسوالی حصهٔ اول بهسود ولایت میدان وردک است. خانوادهٔ وی هنگامی که ۳ سال داشت به کابل مهاجرت می‌کند و پس از مدتی دوباره به زادگاهش باز می‌گردد. وی از دوران کودکی تا ۱۸ سالگی در دو زمستان در مکاتب و مساجد محل به تحصیل دروس دینی ادامه می‌دهد و پس از آن برای ادامهٔ تحصیلات در سال ۱۳۴۹ ه‍.ش به کابل مهاجرت می‌کند. وی در کابل کتاب معالم‌الاصول را نزد صادقی پروانی، دروس منطق، فلسفه و روش رئالیسم و شرح منظومهٔ سبزواری را نزد میرعلی احمد عالم و کتاب‌های لمعه و مطول را نزد نور احمد تقدسی فرا گرفت.

## مبارزات سیاسی و نظامی
خلیلی همزمان با دورهٔ تحصیلات دینی در کابل، وارد جریان حرکت طلبه‌های جوان و انقلابی شد و سمت عضو رابط این جریان با سایر نهضت‌های دیگر را بدست آورد. وی پس از کودتای هفت ثور سال ۱۳۵۷ فعالیت سیاسی خود را آغاز کرد و به همراه عده‌ای از همفکرانش مبارزهٔ مسلحانه را در منطقهٔ پرونجل ولایت پروان پایه‌گذاری کرد. وی در سال ۱۳۵۸ به همراه عزیزالله شفق بهسودی به ایران اعزام می‌گردد و از طرف سازمان نصر افغانستان به عنوان مسئول و سرپرست دفتر نمایندگی تهران منصوب می‌شود. وی در سال ۱۳۶۶ پس از تشکیل شورای ائتلاف اسلامی افغانستان به عضویت رهبری این شورا درآمد و برای یک دوره در سمت سخنگوی این شورا فعالیت کرد. پس از تشکیل این حزب وحدت اسلامی افغانستان در سال ۱۳۶۸ وی در دومین کنگرهٔ این حزب به عنوان رئیس شورای نمایندگی پاکستان تعیین شد. پس از سقوط حکومت محمد نجیب‌الله وی در اجلاس اسلام‌آباد و جلال‌آباد اشتراک ورزید و در کابینه گلبدین حکمتیار به عنوان وزیر مالیه انتخاب شد. خلیلی در زمان جنگ‌های داخلی افغانستان که بین احزاب جهادی افغانستان شکل گرفته بود مسئولیت تأمین ارتباط خارجی و سخنگویی حزب وحدت اسلامی افغانستان فعالیت داشت. کریم خلیلی در سال ۱۳۷۳ به معاونت کمیتهٔ سیاسی حزب وحدت اسلامی برگزیده شد و پس از مدتی به عنوان مسئول کمیتهٔ سیاسی حزب تعیین شد.

## رهبری حزب وحدت
در سال ۱۳۷۳ پس از کشته‌شدن عبدالعلی مزاری رهبر حزب وحدت اسلامی افغانستان توسط گروه طالبان، خلیلی به سمت رهبر این حزب انتخاب گردید. وی مقر رهبری حزب وحدت اسلامی را از غرب کابل به بامیان منتقل کرد و به جبههٔ ائتلاف شمال که علیه طالبان تشکیل شده بود پیوست. کریم خلیلی در این دوره افزون‌بر رهبری مقاومت و مبارزات نظامی و تلاش‌های سیاسی، در ساحات بازسازی، فرهنگی و خدماتی نیز سهم داشت که از موارد ذیل به عنوان نمونه می‌توان نام برد:
1. بازسازی و توسعهٔ میدان هوایی بامیان.
2. تأسیس دانشگاه بامیان.
3. احداث صدها کیلومتر سرک بین یکاولنگ و دره صوف و سایر نقاط هزاره‌جات.
4. احداث و تأسیس ده‌ها باب مکتب در ساحات تحت تسلط حزب وحدت اسلامی (هزاره‌جات، شمال).
5. احداث بازارچه‌های محلی جهت اشتغال‌زایی و تبادل کالا و رفع نیازهای مردم.
6. فعال ساختن چندین کلینیک و شفاخانه‌هایی که در اثر جنگ تعطیل شده بودند.
7. اعزام جمعی از جوانان برای تحصیل در دانشگاه‌های ایران، آذربایجان، ترکیه و کشورهای دیگر در

رشته‌های مختلف.
1. تأمین هزینهٔ نشریات و فعالیت‌های برخی از مجامع فرهنگی مستقل و غیرحزبی.
2. احیای ادارات محلی در ساحات تحت نفوذ حزب وحدت اسلامی و تأمین نیازمندی‌های آن‌ها.

در دورهٔ حاکمیت طالبان که تروریسم در بخش وسیع افغانستان حاکم گردیده و اکثر بزرگان مجاهدین به خارج پناه برده بودند، خلیلی در کنار تنی چند از رهبران مقاومت، در داخل کشور مقاومت نموده و تا روز سقوط طالبان، مبارزات مردم مناطق مرکزی را، به ویژه در یکاولنگ و بامیان رهبری نمود.

## پس از سرنگونی طالبان

### معاونت دوم رئیس جمهوری

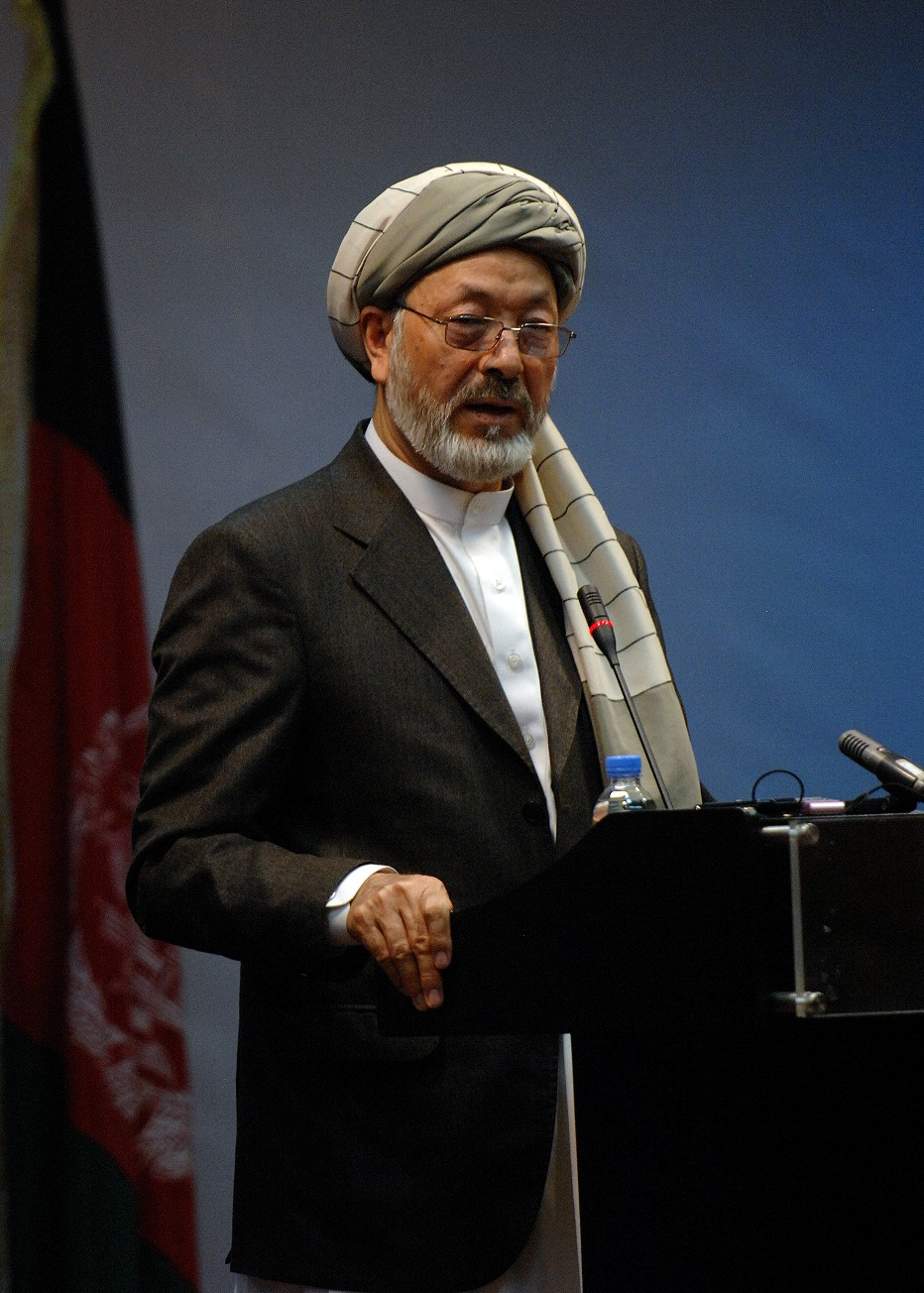
کریم خلیلی, معاون دوم ریاست جمهوری افغانستان در حکومت حامد کرزی

خلیلی با اعزام نماینده در کنفرانس بن، از روند برقراری صلح و امنیت درافغانستان حمایت نموده و با روی کارآمدن دولت موقت و انتقالی، فعالیت نظامی حزب وحدت را متوقف و شاخهٔ نظامی آن را منحل ساخت. کریم خلیلی در دو دورهٔ ریاست جمهوری حامد کرزی معاون دوم حامد کرزی، رئیس‌جمهور پیشین افغانستان بود.

### رئیس شورای عالی صلح
کریم خلیلی در ۱۶ جوزا/خرداد ۱۳۹۶ از طرف رئیس‌جمهور محمداشرف غنی به عنوان رئیس شورای عالی صلح افغانستان تعیین شد.

### جنبش روشنایی
کریم خلیلی در ابتدا از رهبران جنبش روشنایی بود و در تشکیل این جنبش نقش اصلی داشت اما وی پیش از تظاهرات دوم اسد ۱۳۹۵ جنبش روشنایی از این جنبش جدا شد و بنابر ادعاهای موجود وی به کمیسیون مذاکره با دولت پیوسته‌است. آصف آشنا (یکی از فعالان سیاسی) بعدها در برنامهٔ گفتمان طلوع نیوز با استناد به منابعی که نامش را فاش نکرد اعلان کرد که معامله‌هایی میان کریم خلیلی و دولت صورت گرفته‌است که منجر به جدایی وی از جنبش روشنایی شد.